# Арсеньев, Анатолий Сергеевич
Анато́лий Серге́евич Арсе́ньев (13 ноября 1923, Москва — 16 сентября 2013, там же) — русский философ и психолог, доктор психологических наук, кандидат философских наук, профессор, специалист по общим проблемам философии и психологии личности.

## Биография

### Ранние годы и служба в армии
Коренной москвич. Окончив с отличием среднюю школу, в 1941 году ушел добровольцем на фронт, не желая быть в стороне от происходящих в стране событий.
Вначале был отправлен в Гороховские лагеря под город Горький, затем откомандирован в Ленинградское военное Училище связи им. Ленсовета (г. Уральск). Осенью 1942 года, по окончании училища, направлен в звании лейтенанта в 217 пушечный артиллерийский полк 3-й Гвардейской армии Донского фронта.
Вскоре был ранен. Однако, несмотря на тяжелое ранение и лечение в госпитале последствий пулевого ранения в область легкого, находился в строю до мая 1943 года. В том году, в связи с ограничением годности, уволен в запас и продолжил службу в качестве военного преподавателя радиосвязи (Ташкент, Пржевальск). Награждён Орденом ОВ II степени и медалью «За победу над Германией в ВОВ 1941—1945 г.». Вспоминая о годах войны, часто с иронией отмечал благосклонное отношение жизни к нему, говоря, что, несмотря на ранение, он почти что дошел до Берлина.

### Научная деятельность
Вернувшись в Москву после ВОВ, А. С. Арсеньев в 1945 году пошёл учиться в Институт народного хозяйства им. Плеханова. Затем, почувствовав явный интерес к философии, он поступил в аспирантуру на кафедру философии Московского государственного экономического института, где в 1955 году защитил кандидатскую диссертацию по философии.
А. С. Арсеньев всегда ставил в центр своих интересов Человека и его взаимоотношения и взаимодействия с окружающей средой. Утверждал, что подобное мало чему может научиться у подобного.
В последующие годы А. С. Арсеньев совмещал преподавание в ВУЗах с работой в научно-исследовательских институтах Москвы: Института философии АН СССР, Института истории естествознания и техники АН СССР, Института всеобщей истории АН СССР, Центрального экономико-математического института АН СССР, НИИ общей и педагогической психологии АПН СССР, Института развития личности РАО, Московского городского психолого-педагогического университета. Работа в НИИ его привлекала из-за атмосферы получения научного знания. Наиболее плодотворный и длительный период его работы приходится на 1970—1986 г.г., которые он провел в лаборатории Проблем теории деятельности (Э. В. Ильенков, В. С. Библер, Ф. Т. Михайлов и др.), организованной В. В. Давыдовым с целью философского осмысления наследия Л. С. Выготского в НИИ общей и педагогической психологии АПН СССР. Здесь он нашел единомышленников среди сотрудников лаборатории, с которыми он расходился во взглядах лишь в частных вопросах. Участие в дискуссиях и семинарах лаборатории с большой отдачей очень оживляло этот период его деятельности. Дискуссии, организованные с его участием, имели огромный успех, — собиралось столько народу, что не все желающие могли поместиться в Большой аудитории Институт психологии, вмещавшей около 400 человек. Выступал на телевидении. 
В 2002 году А. С. Арсеньеву была присвоена степень доктора наук по психологии. Интересным фактом является то, что степень доктора наук была присуждена по совокупности работ. А. С. Арсеньев скептически относился к формально-бюрократическому процессу защиты диссертации и был очень рад, что удалось этого избежать.

## Творчество
Основная направленность работ А. С. Арсеньева, — разработка проблемы развития человека, как целостного субъекта. Рассматривая человека как постоянно развивающегося субъекта во взаимодействии с окружающим миром, он ставит это положение в центр исходных позиций: его интересует диалектический подход к изучению его развития.
В творческой биографии А. С. Арсеньева 1965—1975 годы были связаны с коренным изменением его представлений о философии, её роли и назначении (Арсеньев, А. С. «Размышления о работе Л. С. Рубинштейна „Человек и Мир“» // Вопросы философии. — 1993. — № 5.).
В этих и последующих работах ему удалось переосмыслить исходные основания наук о Человеке, куда он относил философию, психологию, культурологию и пр. Найденные решения и гипотезы он стремился обсудить с другими, понять реакции совершенно различных людей на возникающие проблемы. Для него характерно стремление популяризировать сложнейшие философские идеи, содержащиеся в работах различных философов-классиков (Гегель, Кант и др.). К числу подобных проблем можно отнести собранные и переосмысленные им единичные упоминания в классической философии об одном из аспектов проблемы развития: отличие логики развития органических от логики механических систем. Эти преобразованные и переосмысленные им основы развивающегося мира, в процессе самодетерминации субъекта, были опубликованы им в понятной и доступной форме в его работах. При этом основой всего им сказанного он считал мысль о необходимости учёта различий логики органических систем, присущей всему живому, и логики механических систем, свойственной вещному миру.

## Воззрения
Философию А. С. Арсеньев рассматривал как глубоко личностное размышление об отношении «Человек — Мир» (объективированной, опосредованной разумом форме первичного, служащего началом антропогенеза, непосредственного религиозного отношения Я — Ты). Бесконечность этого отношения выявлена в двух формах: потенциальной бесконечности (ПБ), как «снятии» во времени конечных определённостей в чувственно воспринимаемой «проявленной» области бытия, и актуальной бесконечности (АБ), содержащей все, что может быть достигнуто в ПБ в будущем, связанной с областью непроявленных форм, образов, смыслов.
Эволюция, развитие, творчество связаны с взаимодействием ПБ (что, например, может пониматься как каузальность, адаптация) и АБ (телеологичность, целеполагание, «ароморфозы», эмерджентная эволюция и т. п.), прошлого и будущего. Здесь возникает проблема свободы. Взаимодействие АБ и ПБ приводит к представлению о развитии как интерференции сменяющих друг друга фаз различной глубины и длительности, связанных, как правило, с преобладанием рефлексии (погруженностью в себя, выработкой устойчивого основания, способного противостоять внешней среде восстановлением непосредственных связей с АБ) или трансцендирования (экспансии во внешнюю среду, в область ПБ). Гегелевские «скачки» можно рассмотреть как «прорывы» АБ в ПБ в период «междуфазья», «квазихаоса».
По А. С. Арсеньеву, радикально новый шаг в развитии связан с «возвратом» за пределы основания заканчивающейся фазы и сменой основания на более глубокое. Эти особенности органического развития проявляются не как жесткие законы, но как лежащие глубоко под разнообразием эмпирического бытия общие тенденции, обнаружить которые, в частности, помогает философия. Согласно мнению А. С. Арсеньева, Человек — парадоксальное бесконечно-конечное существо, снимающее свою конечность в области ПБ трансцендированием, благодаря своей причастности АБ, где он уже трансцендентен.
Развитие личности — становление Человека в индивиде. Этическое сознание личности также парадоксально, располюсовано на конечную и бесконечную области. Конечная область (ПБ) связана с групповой системой ценностей, выражается в моральных нормах и требованиях группы к индивиду. Бесконечная (АБ) — в безусловных, не связанных с социальной средой, растущих вместе с внутренним личностным «Я» индивида всеобщих принципах. Внутренний конфликт этих областей — важный фактор личностного развития (Арсеньев А. С. «Взаимоотношение науки и нравственности» в сборнике «Наука и нравственность». — М., 1969). Полностью работа была опубликована при издании одноимённого сборника издательством «Прогресс» на иностранных языках). Основные идеи кратко изложены в статье «Научное образование и нравственное воспитание» в сб. «Психологические проблемы нравственного воспитания детей». — М., 1977; в книге под ред. В. В. Давыдова «Философско-психологические проблемы развития образования». — М., 1981).
В антропогенезе А. С. Арсеньев выделял две фазы: Палеолит — преобладание рефлексии, духовного и телесного саморазвития Человека, господство отношения Человек — Мир, и Неолит — преобладание трансцендирования, развитие орудий труда, «неорганического тела человека», господство отношения Субъект — Объект.
А. С. Арсеньев считал, что факторы, приведшие человечество к современному глобальному кризису, связаны с неолитической революцией, а сам кризис является завершением, деградацией и разрушением фазы Неолита, за которой, предположительно, может следовать на новом уровне фаза самоизменения Человека (А. С. Арсеньев «Глобальный кризис современности и Россия» // Континент. — 1992. — № 73). Этот кризис захватывает все формы жизни и сознания, в том числе философию.
Новая («постнеолитическая», по определению А. С. Арсеньева) философия не может сводиться к построению тех или других (категориальных, логических, понятийных и т. п.) систем. Она может выражать себя лишь в вероятностном ключе, представляя нечто вроде «прогулки» по границе рационального и нерационального, подводящей Человека к ощущению Тайны себя самого и Мира.
Её задача по отношению к предшествовавшим формам философии и религии — отделение в них вечного от временного.

## Научная деятельность
С 1951 года А. С. Арсеньев вел педагогическую работу в различных вузах Москвы (общий стаж научно-педагогической работы — 58 лет). Им разработано несколько курсов лекций по темам: «Человек и мир», «Философские основания понимания личности», «Проблемы человека в философии и психологии», «На пути к постнеолитической философии» и др.
Результаты философских и психологических исследований А. С. Арсеньева отражены в работах, среди которых: «Анализ развивающегося понятия». М., 1967; (в соавт.: Библер В. С., Кедров Б. М.); «Философско-психологические проблемы развития образования» / Под ред. В. В. Давыдова; «Мышление психолога и проблема личности» // Ежегодник «Культура, традиции, образование». М., 1990; «Глобальный кризис современности и Россия (заметки философа)» // Континент. 1992. № 3 (73); «Размышление о работе С. Л. Рубинштейна „Человек и мир“» // Вопросы философии. 1993. № 5; Десять лет спустя. О творческой судьбе С. Л. Рубинштейна // Вопросы философии. 1998. № 11; Философские основания понимания личности. М., 2001; О проблеме свободы и зависимости человека современной цивилизации: философский очерк//Развитие личности. 2005. № 1, 2.

## Основные публикации
- Анализ развивающегося понятия (1967)
- [www.livelib.ru/book/1000841111 Философско-психологические проблемы развития образования]
- Мышление психолога и проблема личности (1990)
- Глобальный кризис современности и Россия (заметки философа) (1992)
- Размышление о работе С. Л. Рубинштейна «Человек и мир» // Вопросы философии. 1993. № 5
- Десять лет спустя. О творческой судьбе С. Л. Рубинштейна Вопросы философии. 1998. № 11
- Философские основания понимания личности: цикл популяр. лекций-очерков с прил.: Учеб. пособие: Для вузов / А. С. Арсеньев. — М. : Академия, 2001. — 592 с. — (Высшее образование). — ISBN 5-7695-0814-0 (2001)
- Подросток глазами философа: из одноимённой книги (Алматы, 1996); извлечения и ред. Л. Кожуриной. — Москва : Чистые пруды, 2009. — 30 с. ; 21 см. — (Библиотечка «Первого сентября») (Серия «Воспитание. Образование. Педагогика»; вып. 19). — 24500 экз. — ISBN 978-5-9667-0535-0 : Б. ц.
- О проблеме свободы и зависимости человека современной цивилизации: философский очерк (2005)
- Философско-психологические проблемы развития образования / А. С. Арсеньев, Э В. Бесчеревных, В. В. Давыдов; ред. В. В. Давыдов ; НИИ общ. и пед. психологии АПН СССР. — Москва : Педагогика, 1981. — 176 с. — Б. ц.
- Проблемы развития и бытия личности.: Развитие личности № 1-2 / 2005 / А. С. Арсеньев
- Взаимоотношения науки и нравственности: философский аспект / А. С. Арсеньев
- Россия в ситуации общемирового кризиса (философский очерк) / А. С. Арсеньев
- Экологическая проблема. Взгляд философа / А. С. Арсеньев
- Логика органических систем и психология: Философские тезисы с психологическими комментариями /Adolescent in philosopher’s eyes: Philosophical essay — в ж. «Развитие личности», 2013 № 2 , с. 84 — 109.
- Проблема цели в воспитании и образовании // Развитие личности, 2014 № 1
- Проблема цели (окончание), Развитие личности, 2014, № 3.
- Тезисы доклада "Философский основания понимания личности. Развитие личности № 2 / 2002
- От субъекта к личности (размышления о работе С. Л. Рубинштейна «Человек и мир»). Ч.1
- От субъекта к личности (полемика о творческой судьбе С. Л. Рубинштейна). Десять лет спустя. Ч.2
- Полемика о творческой судьбе С. Л. Рубинштейна. Ч.3
- Кризис психологии и творческий путь С. Л. Рубинштейна